# Toyota Research Institute
Toyota Research Institute, Inc. (TRI) – firma badawcza należąca do Toyota Motor Corporation, zajmująca się przede wszystkim prowadzeniem badań nad sztuczną inteligencją, robotyką i wielkimi zbiorami danych. Dyrektorem generalnym TRI został Gill Pratt, specjalista w dziedzinie robotyki i sztucznej inteligencji (pracował naukowo na MIT, Olin College oraz w wojskowej agencji Defense Advanced Research Projects Agency, DARPA).

## Historia
Firma rozpoczęła działalność w styczniu 2016 roku. Toyota zainwestuje w nią łącznie 1 miliard dolarów w ciągu 5 lat i zatrudni docelowo 250 naukowców i inżynierów. Dodatkowo Toyota zainwestowała 50 milionów dolarów na powołanie centrów badawczych na Massachusetts Institute of Technology oraz na Uniwersytecie Stanforda do prowadzenia badań podstawowych nad sztuczną inteligencją. W sierpniu 2016 roku Gill Pratt ogłosił, że Toyota inwestuje kolejne 22 mln dolarów w ciągu 4 lat na badania nad autonomicznymi pojazdami na Uniwersytecie Michigan. Profesorowie Ryan Eustice i Edwin Olson z Uniwersytetu Michigan podjęli równoległe zatrudnienie w ośrodku TRI w Ann Arbor.
W październiku 2016 roku Toyota, BMW i Allianz wykupiły licencję na technologię wykorzystującą sztuczną inteligencję firmy Nauto z Doliny Krzemowej. System Nauto posłuży do rozbudowy systemów bezpieczeństwa czynnego i dalszego opracowywania autonomicznych samochodów. Toyota, BMW i Allianz wykupiły udziały w firmie Nauto.
W lutym 2017 roku Ryan Eustice z ośrodka Toyota Research Institute w Ann Arbor w Michigan został powołany przez gubernatora Ricka Snydera do Michigan Council on Future Mobility.
W marcu 2017 roku TRI przedstawiła prototyp autonomicznego samochodu drugiej generacji, pierwszy w całości opracowany przez zespół TRI. Samochód został zaprezentowany podczas Prius Challenge Event na torze Sonoma Raceway w Kalifornii. Jest to Lexus LS 600hL, który został wyposażony w lidar, radar i kamerę, które umożliwiają samodzielne poruszanie się bez całkowitego polegania na precyzyjnych mapach.

## Cele działalności
Zadaniem TRI jest wdrażanie wyników badań podstawowych oraz tworzenie produktów. Główne obszary zainteresowania to bezpieczeństwo na drodze, ułatwianie prowadzenia samochodu osobom starszym i niepełnosprawnym, rozwój domowych robotów zwiększających samodzielność osób starszych i niepełnosprawnych. Ośrodek TRI w Ann Arbor niedaleko Detroit (TRI-ANN) specjalizuje się w autonomicznych samochodach. Prawo stanu Michigan umożliwia testowanie samochodów autonomicznych w normalnym ruchu na drogach publicznych. Centrum w Palo Alto (TRI-PAL) zajmuje się systemami bezpieczeństwa, a ośrodek w Cambridge (TRI-CAM) pracuje nad symulacjami i uczeniem się maszyn. 

## Siedziby i współpraca
- ośrodek w Dolinie Krzemowej w Palo Alto w Kalifornii współpracuje z Uniwersytetem Stanforda
- ośrodek w pobliżu Cambridge w Massachusetts współpracuje z Massachusetts Institute of Technology (MIT)
- ośrodek w Ann Arbor w Michigan współpracuje z University of Michigan.